# Powelliphanta traversi
Powelliphanta traversi ist der Name einer räuberisch lebenden Schnecke aus der Familie Rhytididae in der Unterordnung der Landlungenschnecken (Stylommatophora), die in Neuseeland verbreitet ist.

## Merkmale
Die Oberfläche des genabelten, mäßig großen Schneckenhauses von Powelliphanta traversi weist dorsal eine Skulpturierung mit winzigen welligen Spiralstreifen auf, die an der Peripherie abrupt enden, während die Oberfläche ventral glatt und glänzend ist. Die Grundfarbe des Hauses ist hell grünlich-braun, an den ersten Umgängen und der Basis dunkler, dorsal mit wenigen undeutlichen Spuren spiraliger Banden und ventral dicht mit dunkelbraunen spiraligen Banden, davon ein bis zwei kräftige an der Peripherie und die übrigen von unterschiedlicher Stärke mit größerer Dichte am Nabel, wo sie einen dunklen Bereich bilden. Das Innere der Gehäusemündung ist bläulich schwarz. Der Parietalkallus ist glatt, dunkel lila-grau mit unregelmäßigen axialen Zuwächsen. Die Oberfläche des Gehäuses ist gelblich braun, der blass gelblich, das Innere der Gehäusemündung dunkelgrau. Dorsal weit die Schale blasse spiralige Banden und dunklere braune Linien auf; ventral ist sie einfarbig. Das Haus der erwachsenen Schnecke hat fünf, davon der Protoconch grob gestreifte anderthalb Umgänge. Der Nabel ist schmal und nimmt etwa ein Sechstel der großen Durchmessers der Basis ein. Die Gehäusemündung ist mondförmig oval. Der unterbrochene, dünne und nach unten leicht gebogene Mündungssaum tritt nach oben hervor. Die Durchmesser des Hauses betragen 49,5 mm bis 51,5 mm und 41,5 mm bis 43 mm, die Höhe rund 28,5 mm bis 32 mm. Die Zahnformel der Radula lautet 65+1+65. Die Zähne ähneln denen bei Powelliphanta hochstetteri, doch ist der Zentralzahn deutlich kürzer als die benachbarten Lateralzähne. Die blass olivbraunen Eier sind 10 bis 10,5 mm lang und 8 mm breit.

## Verbreitung und Vorkommen
Powelliphanta traversi ist endemisch in einem kleinen Gebiet der Horowhenua Plains auf der Nordinsel Neuseelands um Levin und Shannon zwischen Wellington und dem Waikaremoana-See, wo ihr Verbreitungsgebiet auch vor der Kolonialzeit kaum eine Fläche von 4000 ha erreichte. Hier gibt es tiefe nasse Böden, die nach Westen von sandigen Dünen, im Übrigen von für die Schnecken zu nassen Sümpfen mit Typha orientalis und Phormium tenax, im Osten durch die steilen Abhänge der Tararua Ranges begrenzt werden. Sie kommt in sumpfigen Wäldern des Tieflandes mit Laurelia novae-zelandiae, Dacrycarpus dacrydioides und Syzygium maire, aber auch auf etwas trockeneren Böden unter Beilschmiedia tawa, Dysoxylum spectabile, Corynocarpus laevigatus und Podocarpus totara vor. Durch die Zerstörung dieser Wälder beschränkt sich ihr Gebiet heute auf etwa 40 ha am Nordostufer des Papaitonga-Sees, Waiopehu Scenic Reserve und einzelne Restwälder um Levin.

## Lebenszyklus
Wie andere Arten der Gattung Powelliphanta ist Powelliphanta traversi langlebig und legt nach der gegenseitigen Befruchtung der Zwitter nur wenige Eier, die etwa 10 mm mal 8 mm groß sind.

## Ernährung
Die Nahrung von Powelliphanta traversi besteht wie bei anderen Vertretern der Gattung Powelliphanta überwiegend aus Regenwürmern, die mit der Radula ergriffen und im Vorderdarm mit den Radulazähnen zerkleinert werden.

## Fressfeinde und Bedrohung
Insbesondere durch die Trockenlegung der Feuchtgebiete und ihre Umwandlung in Agrarland bis 1900 sind die Bestände von Powelliphanta traversi zurückgegangen. Eine weitere Bedrohung sind eingeschleppte räuberische Säugetiere und Vögel, insbesondere Ratten, aber auch Igel und Singdrosseln.

## Unterarten
Es gibt sechs Unterarten von Powelliphanta traversi. Alle werden von der neuseeländischen Naturschutzbehörde (New Zealand Department of Conservation) als bedroht eingestuft:
- Powelliphanta traversi florida Powell, 1946 – Nationally Endangered
- Powelliphanta traversi latizona Powell, 1949 – Nationally Endangered
- Powelliphanta traversi koputaroa Powell, 1946 – Nationally Endangered
- Powelliphanta traversi otakia Powell, 1946 – Nationally Critical
- Powelliphanta traversi tararuaensis Powell, 1938 – Nationally Endangered
- Powelliphanta traversi traversi Powell, 1930 – Nationally Endangered